# Celestina Ekel
Celestina Terezija Ivana Ekel, sestra Alakok, * 15. november, 1867, Novo mesto, † 20. april, 1935, Gradec, slovenska učiteljica glasbe, glasbenica, organistka in skladateljica.

## Mladost
Celestina se je rodila dne 15. novembra 1867 v Novem mestu v premožni in ugledni družini. Njen oče je bil Jožef Ekel, okrajni glavar in vladni svetnik v Novem mestu, mati pa Celestina Stransky, plemkinja. Celestina je imela je deset bratov in sester. Krstil jo je tedanji novomeški kanonik in poznejši prošt Simon Vilfan. Celestina se je izobrazila za vzgojiteljico. Šolo je obiskovala v Novem mestu. Ker pa je bila takrat v mestu samo enorazrednica, se je učila večinoma privatno. Glasbe se je učila najprej v domači hiši, kjer so imeli klavir. Zasebna učiteljica glasbe jo je hodila poučevat na dom. Leta 1889 se je Celestina s starši preselila v Ljubljano. Leta 1892 ji je umrl oče, kar jo je zelo pretreslo.

## Delo
Po očetovi smrti se je Celestina sklenila posvetiti samostanskemu življenju. V Brucku ob Muri je vstopila v kongregacijo sester križaric. Tu se je nadalje učila glasbe. Od tam je odšla Trst in v Aussee na Nižjeavstrijskem, kjer se je spopolnjevala v glasbi, in jo začela tudi sama poučevati. Naposled je odišla v Gradec, kjer je v samostanu sester križaric prebivala do smrti. V Gradcu je delala kot učiteljica glasbe samostanskih učenk ter drugih mestnih deklet, ki jih je učila zasebno. Opravljala je tudi službo organistke v samostanski cerkvi in v zavodu sv. Karola Boromejskega. Večkrat je orglala tudi v drugih cerkvah. Iz Gradca je odšla Dunaj, kjer je na konservatoriju opravila izpit iz glasbe. Nato se je vrnila v Gradec in nadaljevala s službo učiteljice glasbe in organistke. Poleg tega je, ker je znala slovensko, kandidatinje za sestre križarice učila slovenščino. V glasbi je delovala do svoje smrti. Umrla je v noči med velikim petkom in veliko soboto, 20. aprila 1935, zaradi srčne kapi. Še prejšnji dan, na veliki petek, je pela pri križevem potu. Naslednji dan, na veliko soboto, pa so jo našli mrtvo v postelji.

## Skladateljica
Kot skladateljica je izdala leta 1925 v založbi graške »Styrije« svojih prvih 12 cerkvenih pesmic: 10 blagoslovnih in 2 na čast Jezusovemu Srcu, v knjižici z naslovom »Lasset uns anbeten!«. To delo je izšlo leta 1927 tudi v slovenskem jeziku z naslovom »Pridite molimo!« v založbi Jugoslovanske knjigarne v Ljubljani, z to razliko, da so pesmi v nemškem jeziku prirejene za ženski, v slovenskem jeziku pa za mešani zbor. V slovenskem jeziku je izšel 1931 v istem založništvu še druga zbirka njenih skladb z nadpisom: »Šopek 10 cerkvenih pesmi za mešani zbor.«. S slovenskim besedilom sta izšla samo ta dva zvezka. Z nemškim besedilom pa je izdala še več drugih skladb. Tako je v založbi Feuchtinger in Gleichauf v Regensburgu izšlo pet njenih skladb za ženski zbor s spremljevanjem orgel ali harmonija. V rokopisu je tudi »Grablied fiir eine Braut Christi« (»Nagrobnica za nevesto Kristusovo«) za triglasni ženski zbor s spremljevanjem.